# Ditylus gracilis
Ditylus gracilis is een keversoort uit de familie schijnboktorren (Oedemeridae). De wetenschappelijke naam van de soort is voor het eerst geldig gepubliceerd in 1854 door LeConte.